# フランス国鉄BB27000形電気機関車
フランス国鉄BB27000形電気機関車（フランスこくてつべーべー27000がたでんききかんしゃ）とは、フランス国鉄（SNCF）が所有する電気機関車である。
本項ではほぼ同一の仕様で製造されたSNCF所属のBB27300形電気機関車、BB37000形電気機関車およびヴェオリア・トランスポール所属のE37500形電気機関車についても記述する。

## 概要
アルストム・トランスポールが開発したセミオーダーメイドタイプの電気機関車シリーズ「Prima」を初めて採用した機関車である。

## 系列別概要

### BB27000形・BB27300形

#### 概要
フランス国内走行用として直流1500Vと交流25000Vの2電源に対応する機関車である。2002年から2005年にかけて貨物用としてBB27000形が180両、2006年から2010年にかけて旅客用としてBB27300形が67両落成した。

#### 車体外観
BB27000形は緑色、BB27300形は青色を基調とした塗装である。BB27000形にはフランス語で貨物を表す「FRET」のロゴが入る。

#### 運転・走行機器
旅客用のBB27300形は、推進運転時に運転台を装備する客車から被制御される。

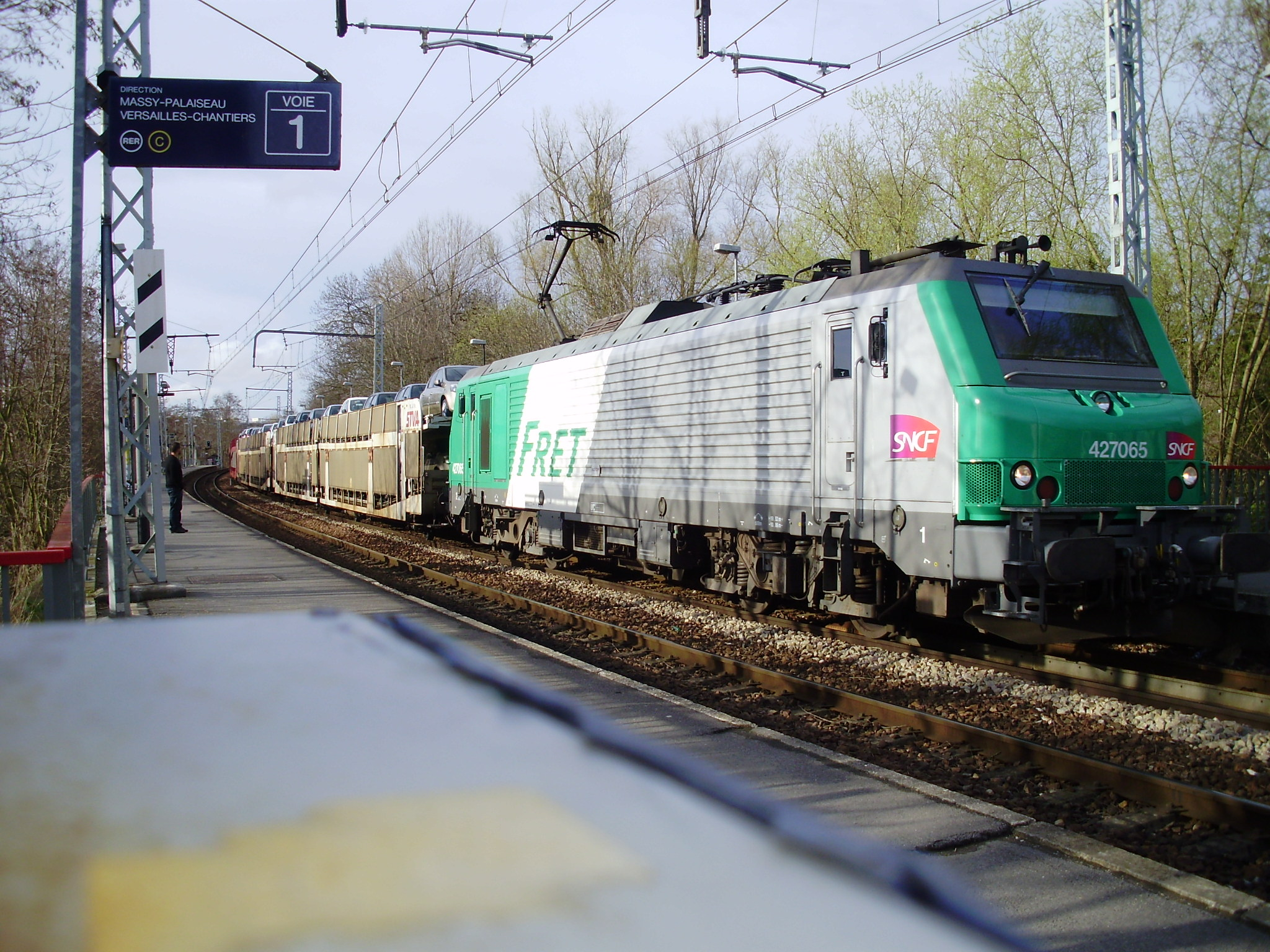
65号機。頭の4は貨物所属を表す。
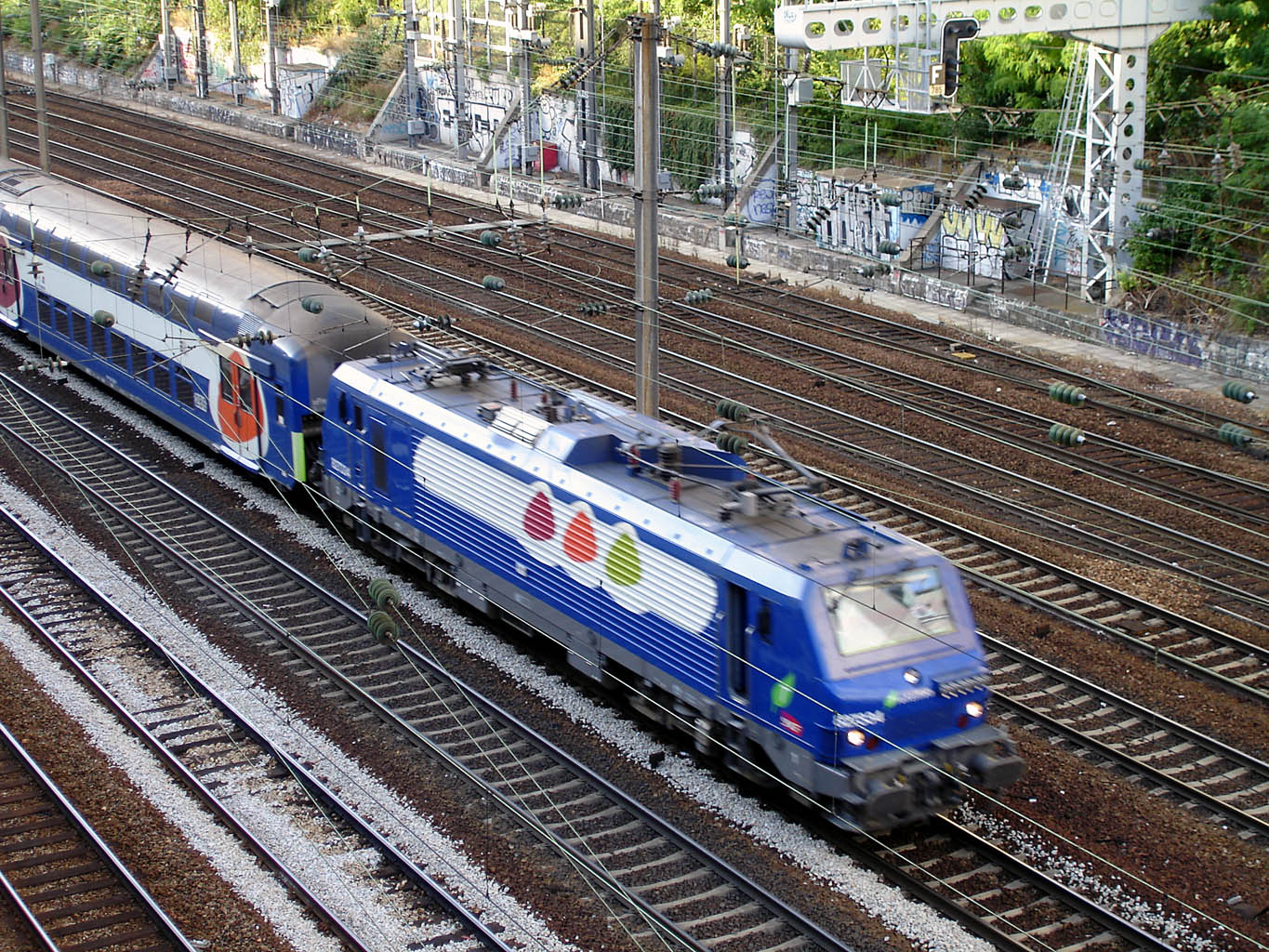
旅客列車をけん引するBB27300形
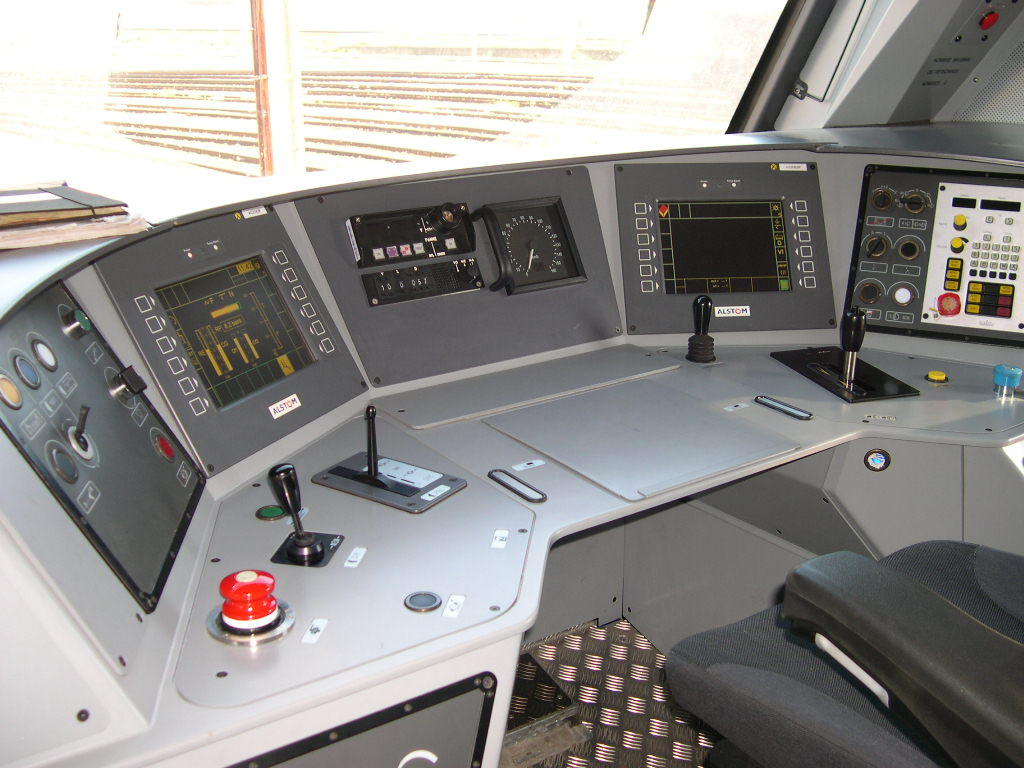
運転台の計器類。

### BB37000形・ヴェオリアE37500形

#### 概要
老朽化したBB20200形を置き換えるためにBB27000形をベースに2004年から60両が製造された。BB27000形の対応電源に加えて交流25000V 16 2/3Hzにも対応しドイツ鉄道の区間を走行することが可能である。

#### 車体外観
BB27000形と全く同じ色と形である。ヴェオリアE37500形は白色と赤色で構成されており、側面に社名がはいる。

#### 運転・走行機器

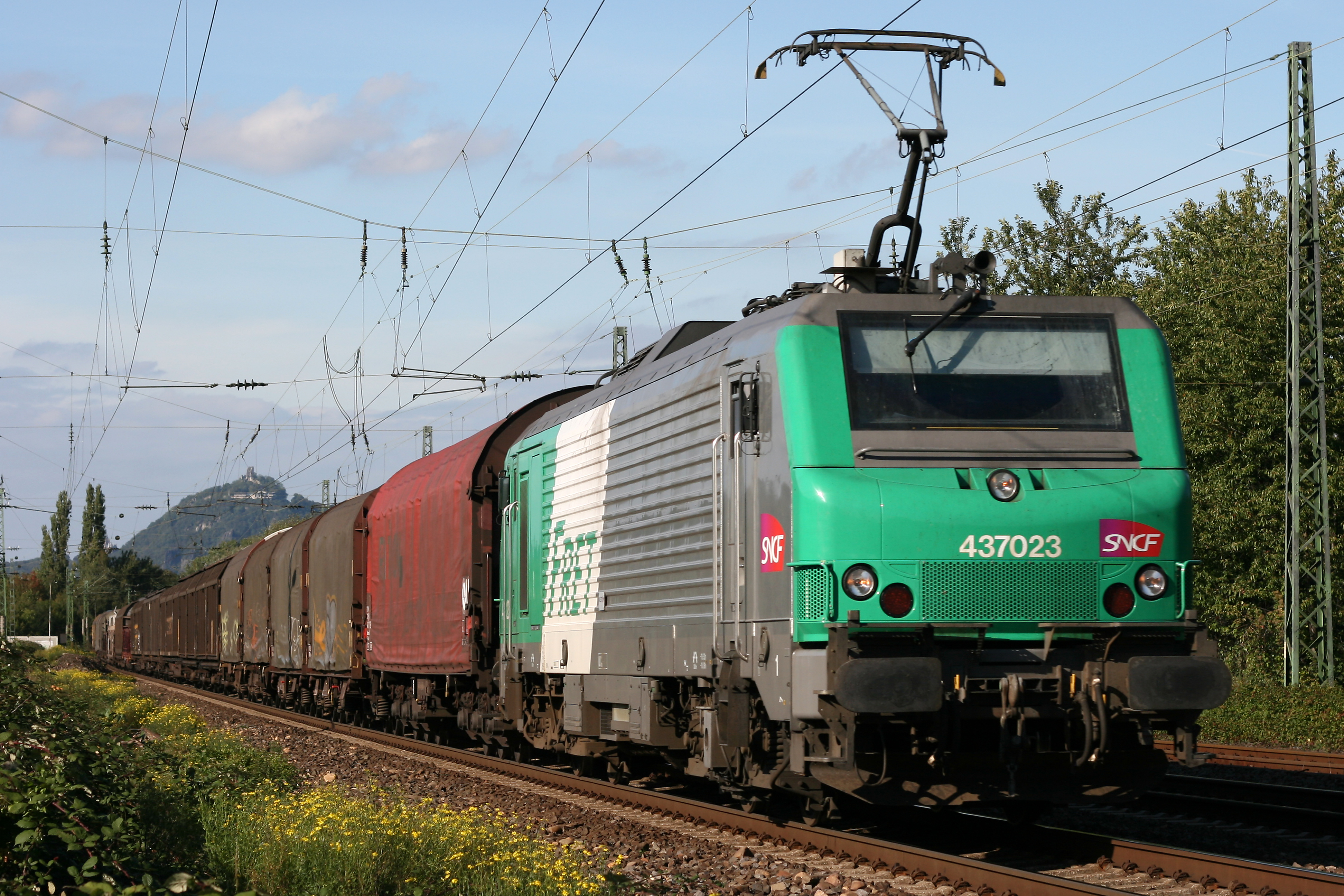
23号機。頭の4は貨物所属を表す。
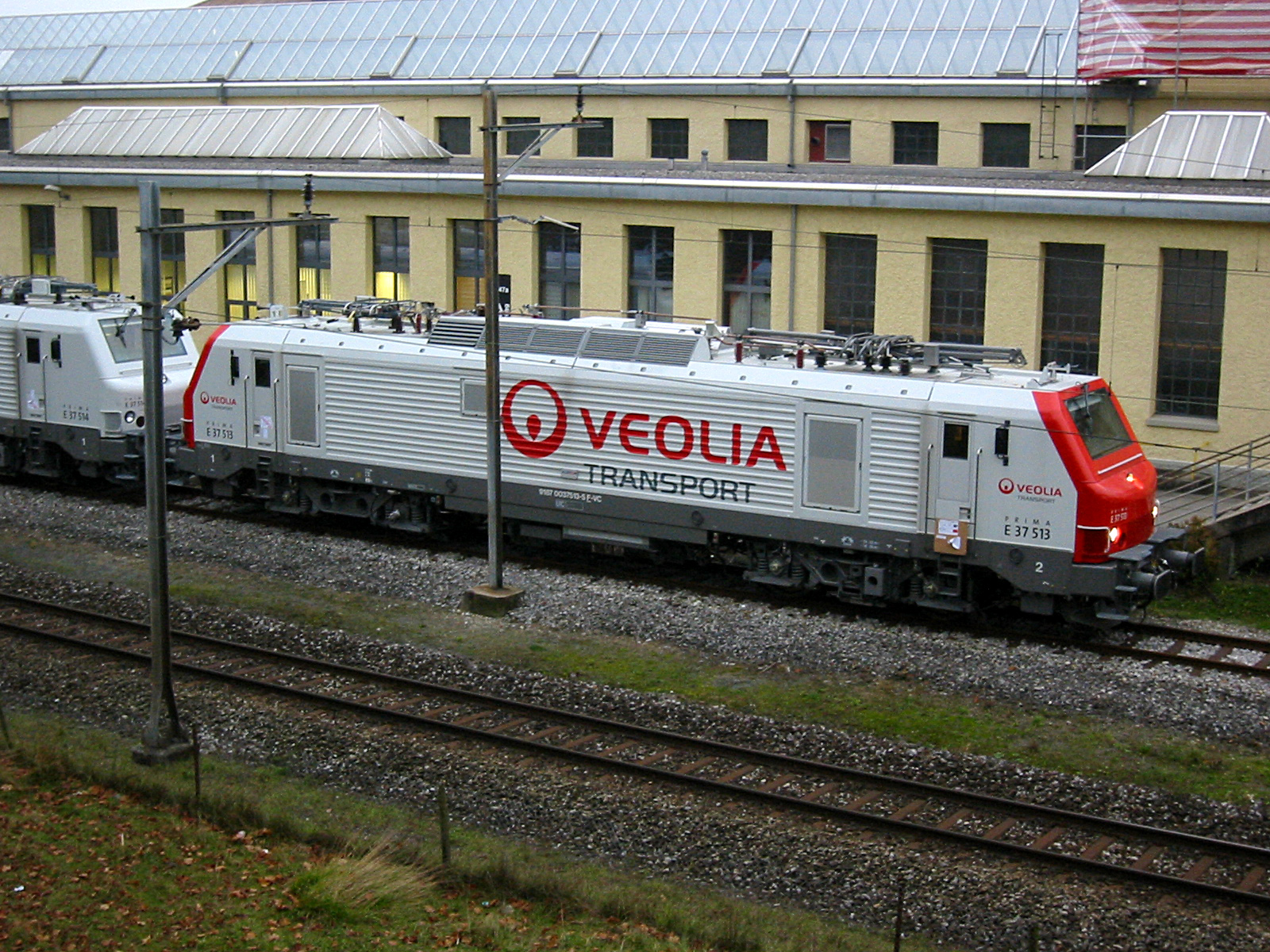
ヴェオリア所属のE37500形
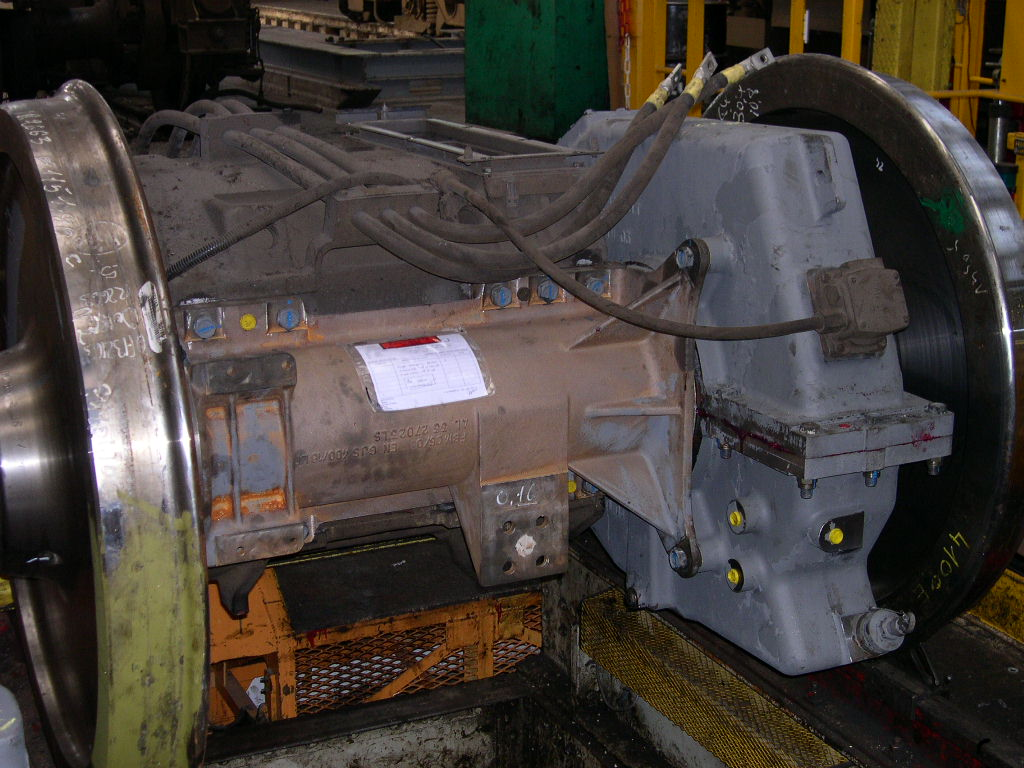
主電動機

## 廃車
2006年10月、BB37000形の7号機であるBB37007はフランス・ルクセンブルク国境付近で貨物列車を牽引中にルクセンブルク国鉄の列車との正面衝突事故を起こして廃車になった。